# Convair XB-46
Convair XB-46 là một mẫu thử máy bay ném bom phản lực tầm trung của Hoa Kỳ, được thiết kế phát triển vào giữa thập niên 1940 nhưng không được đưa vào chế tạo.

## Tính năng kỹ chiến thuật (XB-46)
Dữ liệu lấy từ General Dynamic Aircraft and their Predecessors
Đặc điểm tổng quát
- Tổ lái: 3
- Chiều dài: 105 ft 9 in (32,24 m)
- Sải cánh: 113 ft 0 in (34,45 m)
- Chiều cao: 27 ft 11 in (8,51 m)
- Diện tích cánh: 1.285 ft² (119,4 m²)
- Trọng lượng rỗng: 48.018 lb (21.826 kg)
- Trọng lượng có tải: 91.000 lb (41.364 kg)
- Trọng lượng cất cánh tối đa: 95.600 lb (43.455 kg)
- Động cơ: 4 × Allison J35-A-3 kiểu turbojet, 4.000 lbf (17,8 kN) mỗi chiếc

 Hiệu suất bay 
- Vận tốc cực đại: 545 mph (474 knot, 877 km/h) trên độ cao 15.000 ft (4.580 m)
- Vận tốc hành trình: 439 mph (382 knot, 707 km/h) trên độ cao 35.000 ft (10.700 m)
- Tầm bay: 2.870 mi (2.496 nm, 4.621 km)
- Trần bay: 40.000 ft (12.200 m)
- Lên độ cao 35.000 ft (10.700 m): 19 phút

Trang bị vũ khí

- Súng: 2× súng máy M2 Browning .50 in (12,7 mm)
- Bom: 22.000 lb (10.000 kg)[3]